# Vadul-Rașcov
Vadul-Rașcov è un comune della Moldavia situato nel distretto di Șoldănești di 2.004 abitanti al censimento del 2004.

## Località
Il comune è formato dall'insieme delle seguenti località (popolazione 2004):
- Vadul-Rașcov (1.648 abitanti)
- Socola (356 abitanti)